# Liste der europäischen Stanley-Cup-Gewinner
Die Liste der europäischen Stanley-Cup-Gewinner führt alle Spieler auf, die mit ihrer Mannschaft den Stanley Cup gewinnen konnten und die Kriterien erfüllen, dass sie in Europa geboren wurden und dort auch das Eishockeyspielen erlernt haben.

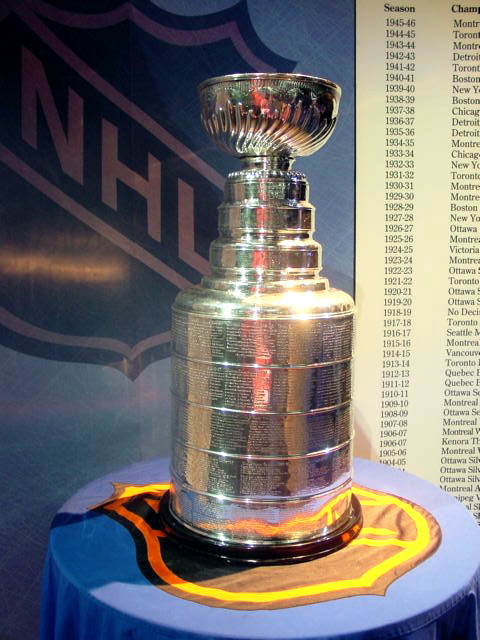
Stanley Cup

Seit 1894 spielen Eishockeymannschaften in Nordamerika um den Stanley Cup. Lange standen in den Reihen der Teams ausschließlich nordamerikanische Spieler, die überwiegend aus Kanada kamen. Einige in Europa geborene Spieler wie Stan Mikita waren in ganz jungen Jahren bereits mit ihren Eltern nach Kanada oder in die Vereinigten Staaten ausgewandert und erlernten dort das Eishockeyspielen. Erst in der Saison 1964/65 war der Schwede Ulf Sterner bei den New York Rangers der erste Spieler in der National Hockey League, der aus Europa eingekauft wurde. Er blieb aber nur für vier Spiele in New York. Mit Erweiterung der NHL im Jahr 1967 benötige die Liga zusätzliche Spieler und die stetige Ausweitung der Liga, sowie die Gründung der World Hockey Association, ließ die Verantwortlichen der Teams vermehrt auch in Europa nach guten Spielern zu suchen.
Als die New York Islanders im Jahre 1980 erstmals den Stanley Cup gewinnen konnten, standen mit den Schweden Anders Kallur und Stefan Persson erstmals zwei Spieler aus Europa im Kader. Der in Schweden geborene Bob Nystrom gehörte ebenfalls dazu, war aber schon als Jugendlicher nach Nordamerika gekommen. Kallur und Persson konnten den Cup viermal in Folge gewinnen. Mit Tomas Jonsson und Mats Hallin waren in den kommenden Jahren zwei weitere Schweden in den Kader gekommen. Als die Edmonton Oilers die Islanders 1984 als Stanley-Cup-Gewinner ablösten, war Jari Kurri der erste Finne und Jaroslav Pouzar der erste Tscheche, die den Stanley Cup gewinnen konnte. Bis 1990 gelang es Kurri, fünf Mal die Trophäe zu gewinnen. Kein anderer Europäer schaffte dies öfter als er, jedoch stellte Esa Tikkanen seine Bestmarke bereits 1994 ein. 2008 war mit Nicklas Lidström erstmals ein europäischer Spieler Mannschaftskapitän eines siegreichen Teams.
Jiří Hrdina, der bereits 1989 den Cup mit den Calgary Flames gewonnen hatte, wiederholte dies 1991 mit den Pittsburgh Penguins und war der erste Europäer, der den Stanley Cup mit zwei verschiedenen Teams gewann. Mit den Rangers waren Alexei Kowaljow, Sergei Nemtschinow und Sergei Subow im Jahre 1994 die ersten drei Russen, denen der Cup-Gewinn gelang. Beim Sieg der Colorado Avalanche in den Playoffs 1996 kamen mit dem Deutschen Uwe Krupp und dem Letten Sandis Ozoliņš die Nationen fünf und sechs in die Siegerlisten. Seither gelang es Spielern aus sieben weiteren Nationen, die begehrteste Trophäe im Eishockey zu gewinnen. Der Pole Krzysztof Oliwa (2000), der Schweizer David Aebischer (2001), der Slowake Jiří Bicek (2003), der Ukrainer Ruslan Fedotenko (2004), der Franzose Cristobal Huet (2010), der Slowene Anže Kopitar (2012) und der Däne Lars Eller (2018) waren jeweils die ersten ihres Landes. Die meisten europäischen Stanley-Cup-Gewinner stellt Schweden, gefolgt von Russland, Tschechien und Finnland.
Nur ein Mal seit 1980 stand kein einziger Europäer im Team des Stanley-Cup-Siegers. 1993 besiegten die Canadiens de Montréal nur mit Kanadiern und US-Amerikanern im Kader die Los Angeles Kings.

## Liste der europäischen Stanley-Cup-Sieger
Die Liste ist alphabetisch sortiert, kann aber auch nach Nationalität oder der Anzahl der gewonnenen Titel geordnet werden.

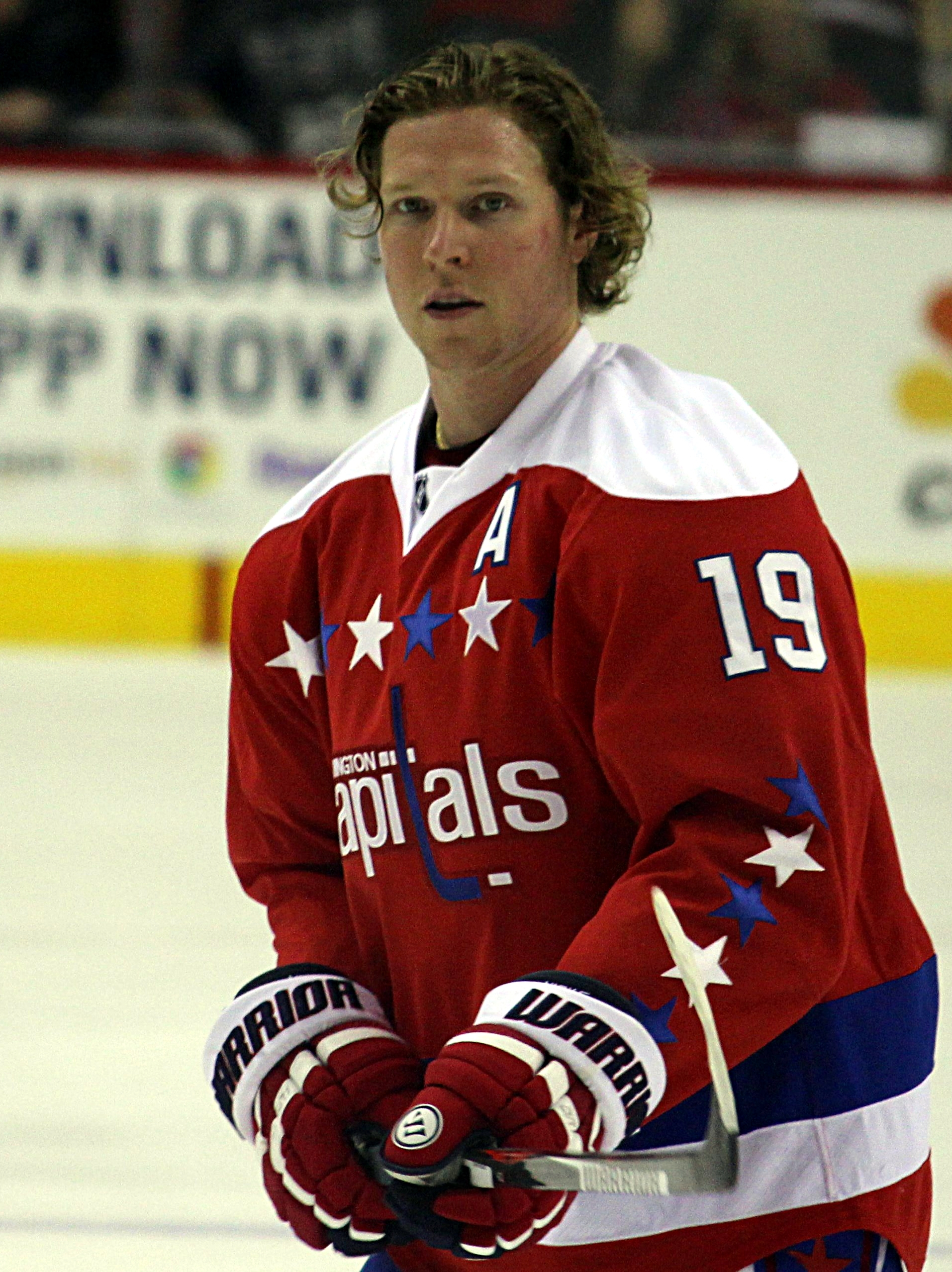
Nicklas Bäckström, 2018 erfolgreich

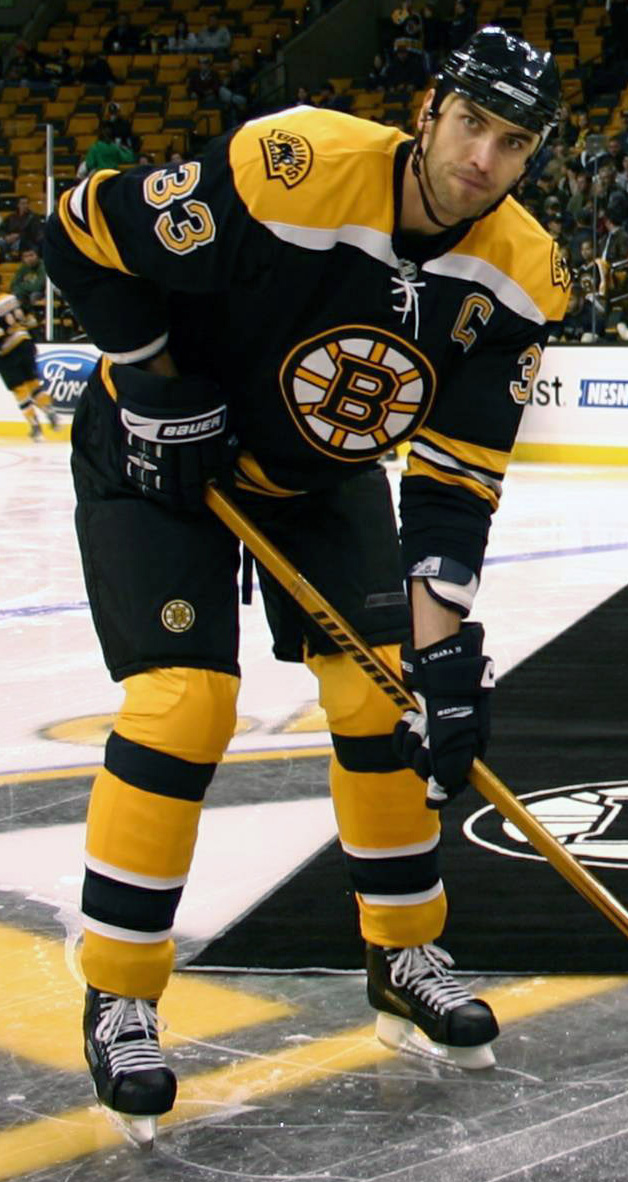
Zdeno Chára, 2011 erfolgreich

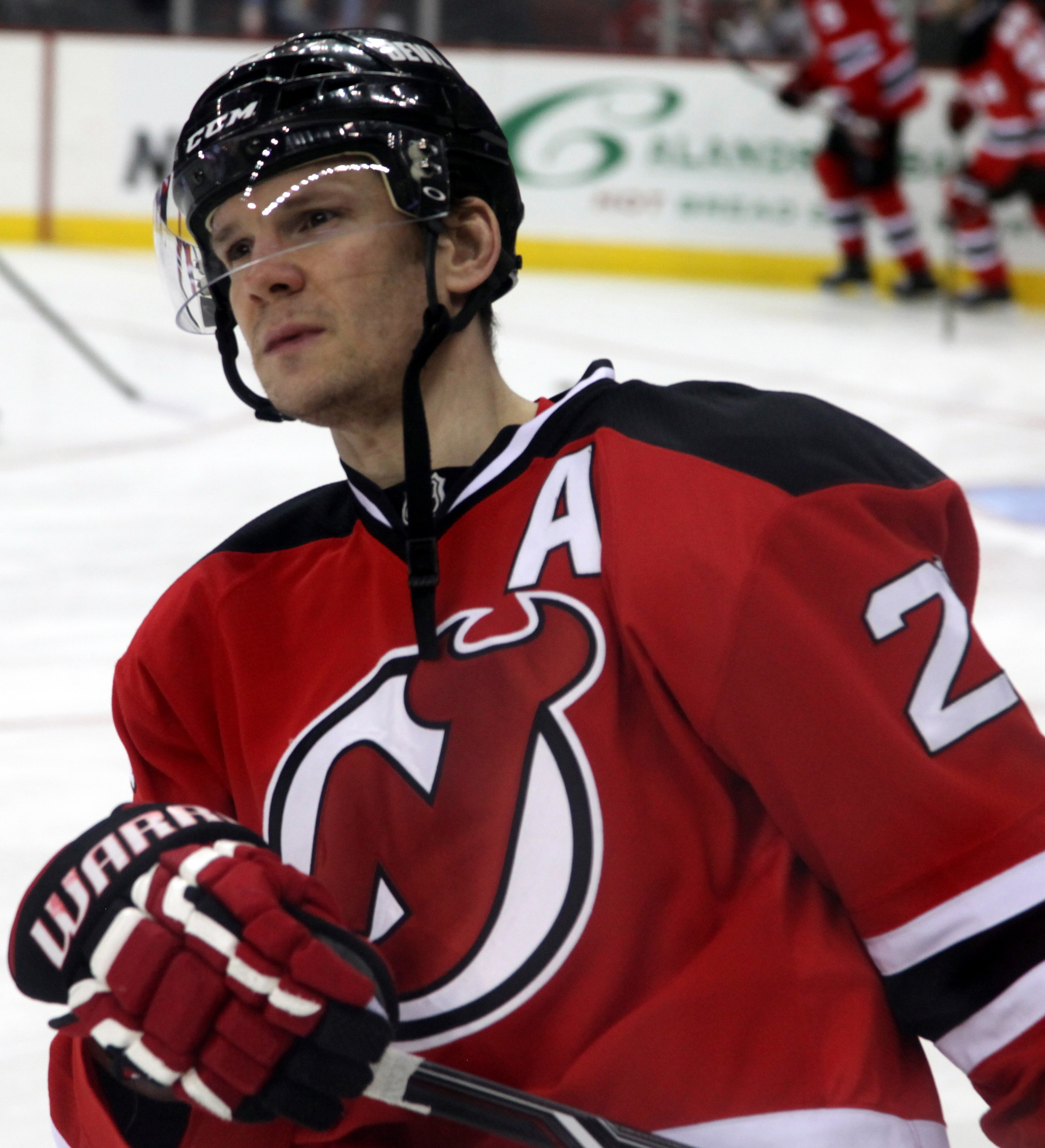
Patrik Eliáš, 2000 und 2003 erfolgreich

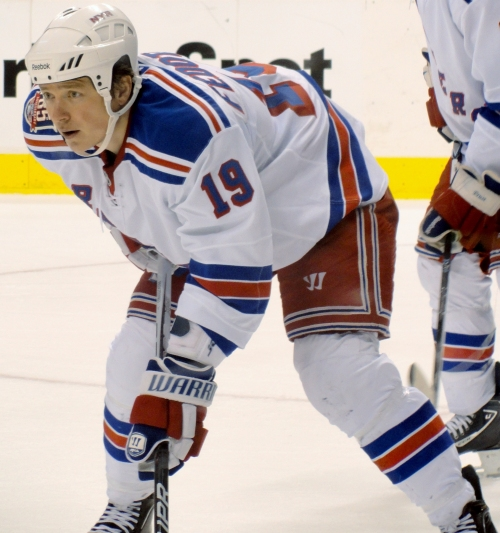
Ruslan Fedotenko, 2004 und 2009 erfolgreich

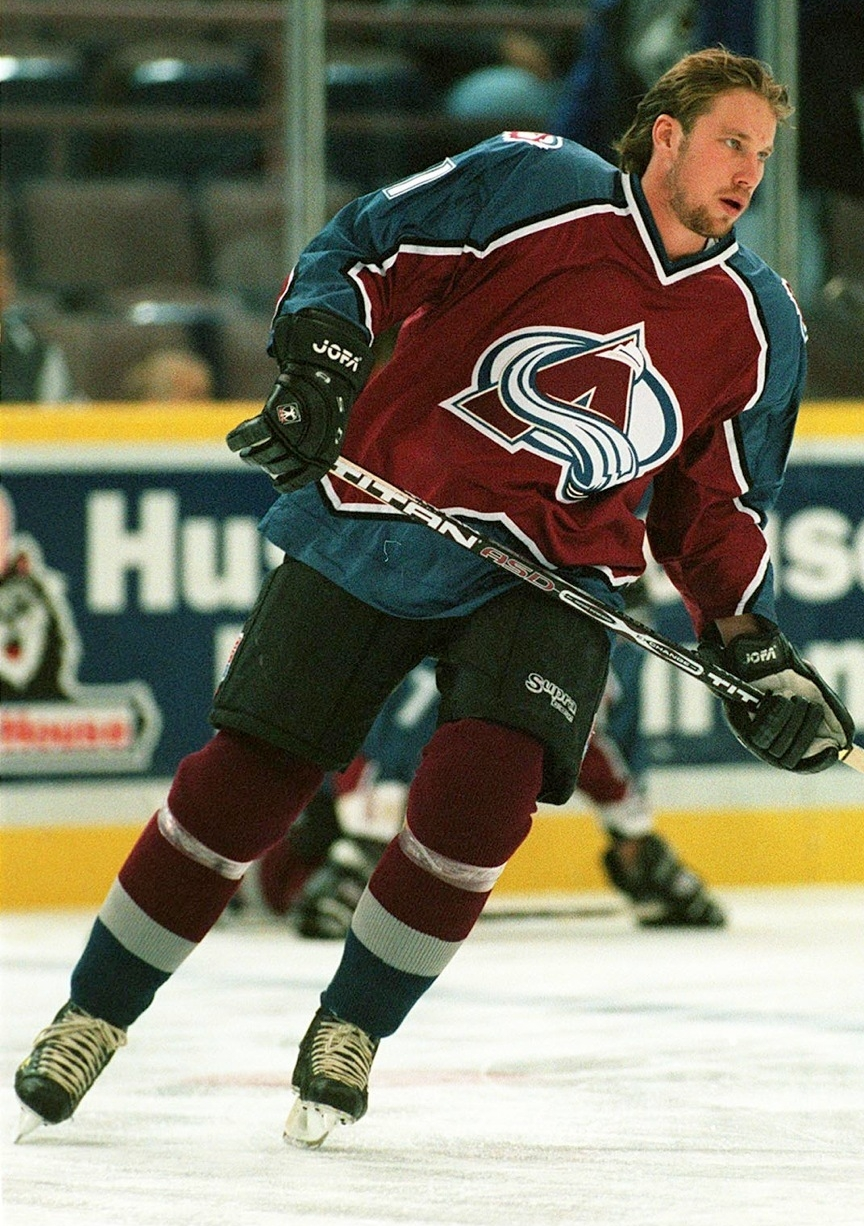
Peter Forsberg, 1996 und 2001 erfolgreich

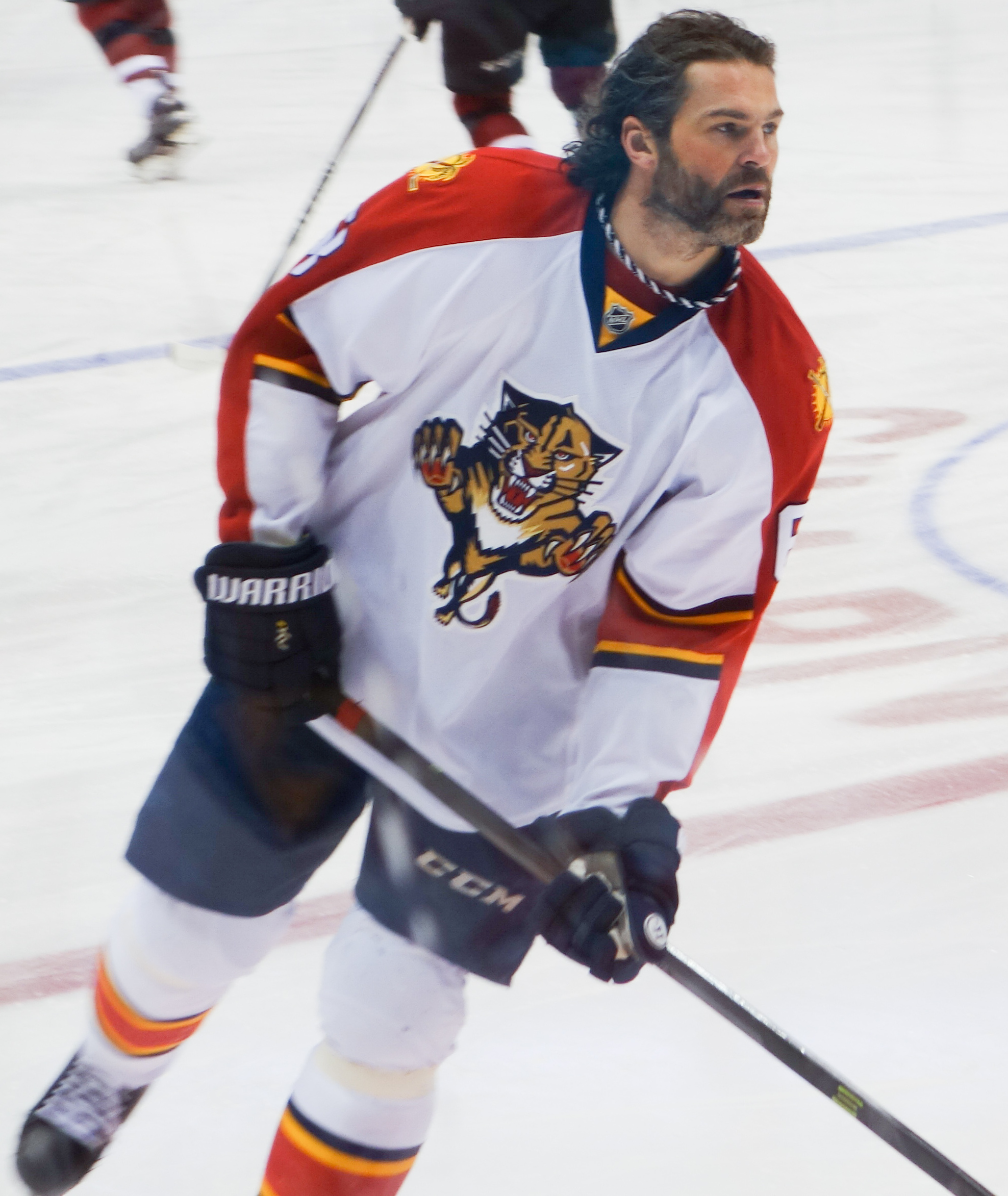
Jaromír Jágr, 1991 und 1992 erfolgreich

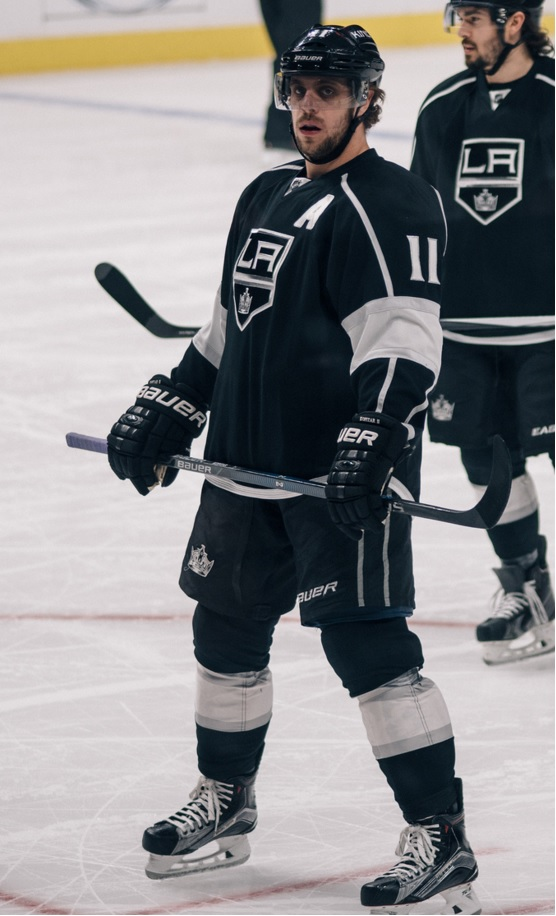
Anže Kopitar, 2012 und 2014 erfolgreich

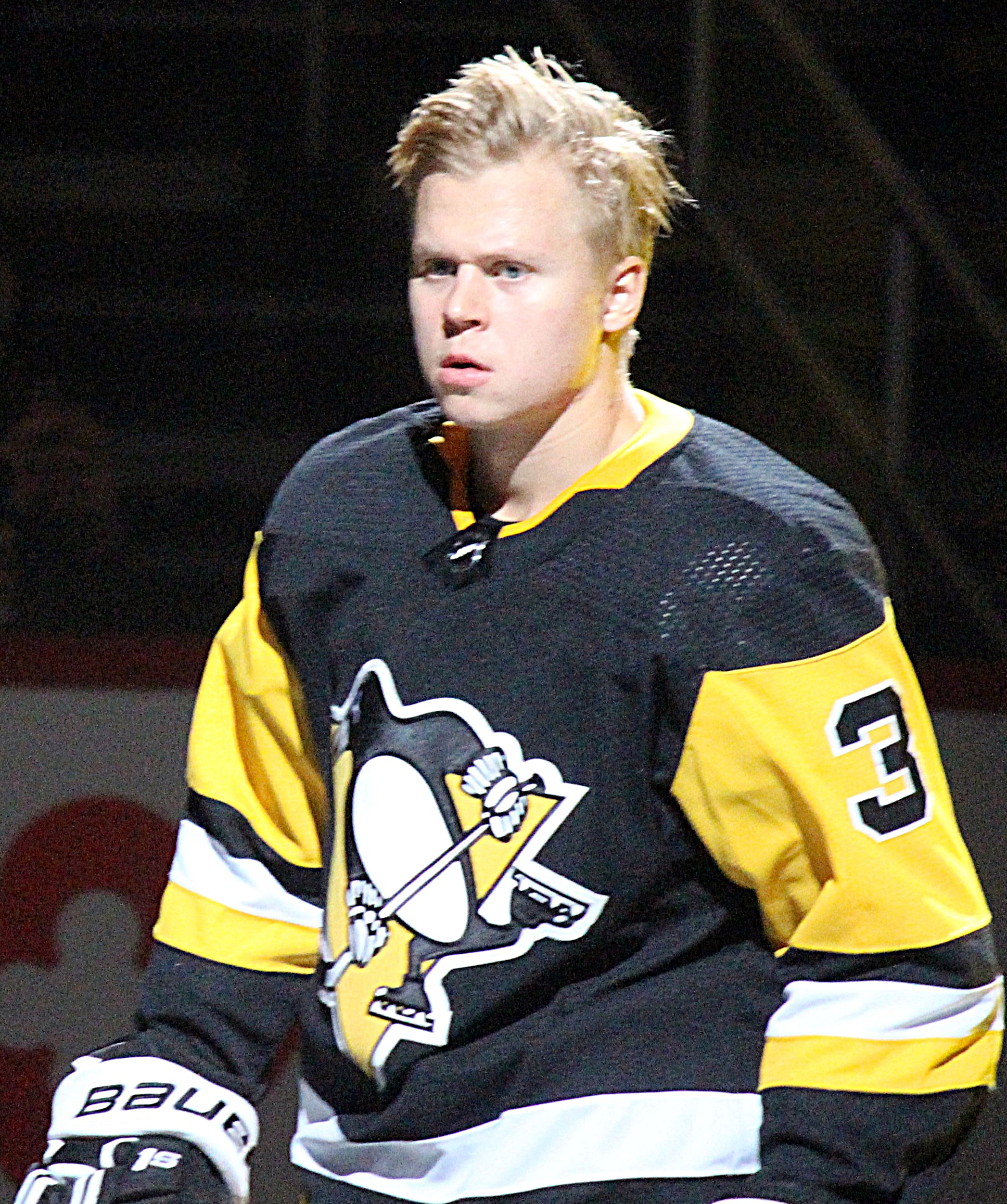
Olli Määttä, 2016 und 2017 erfolgreich

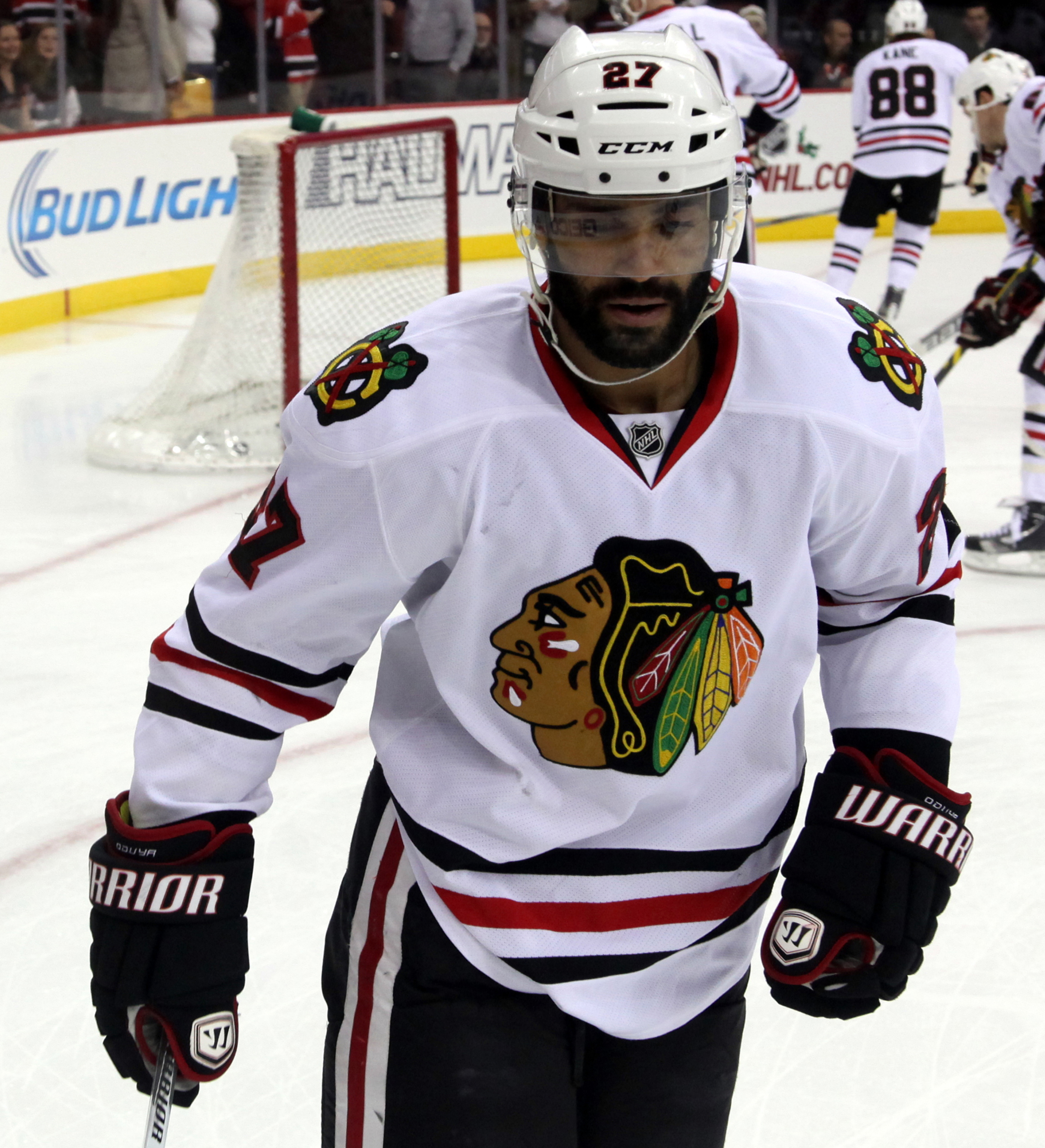
Johnny Oduya, 2013 und 2015 erfolgreich

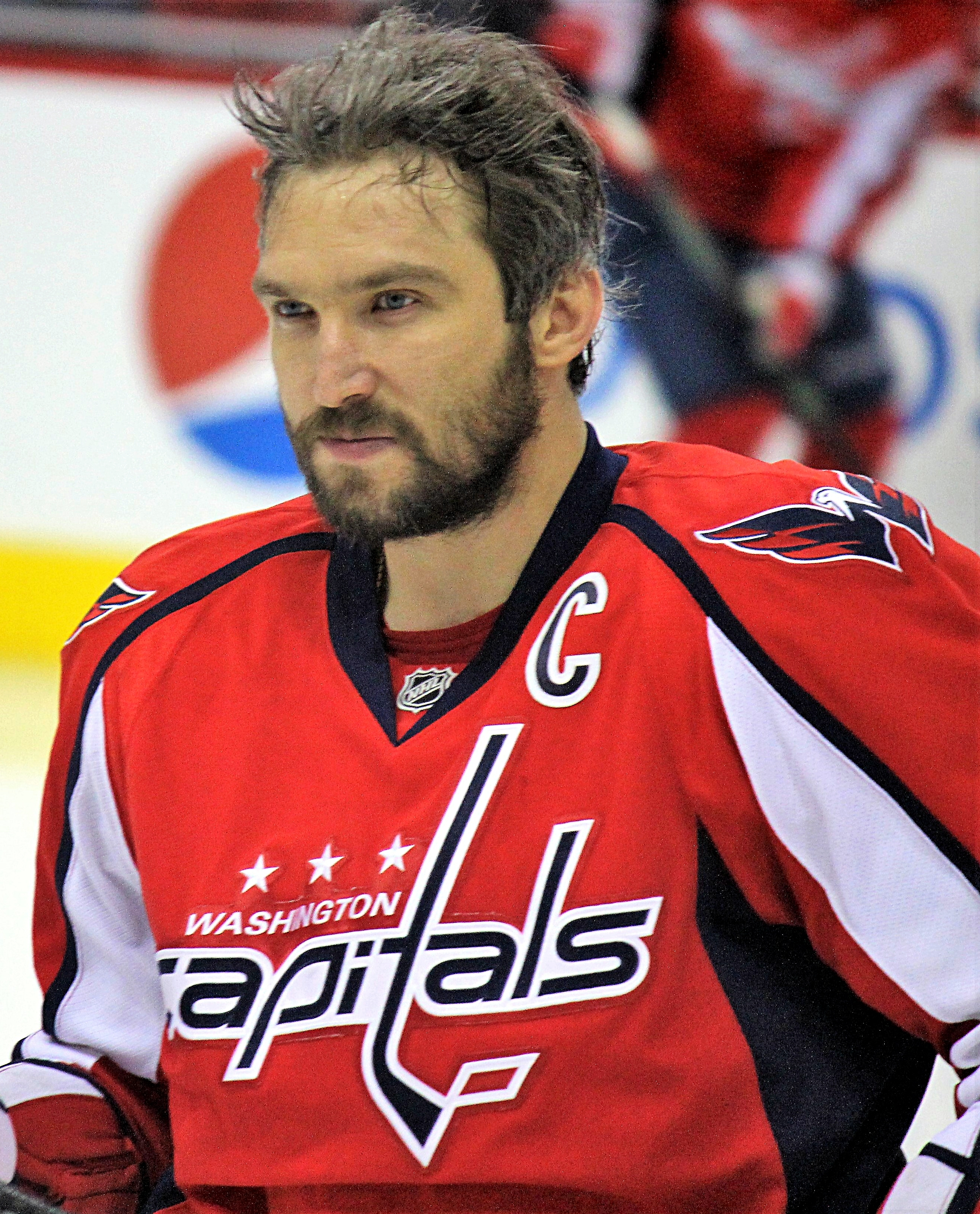
Alexander Owetschkin, 2018 erfolgreich

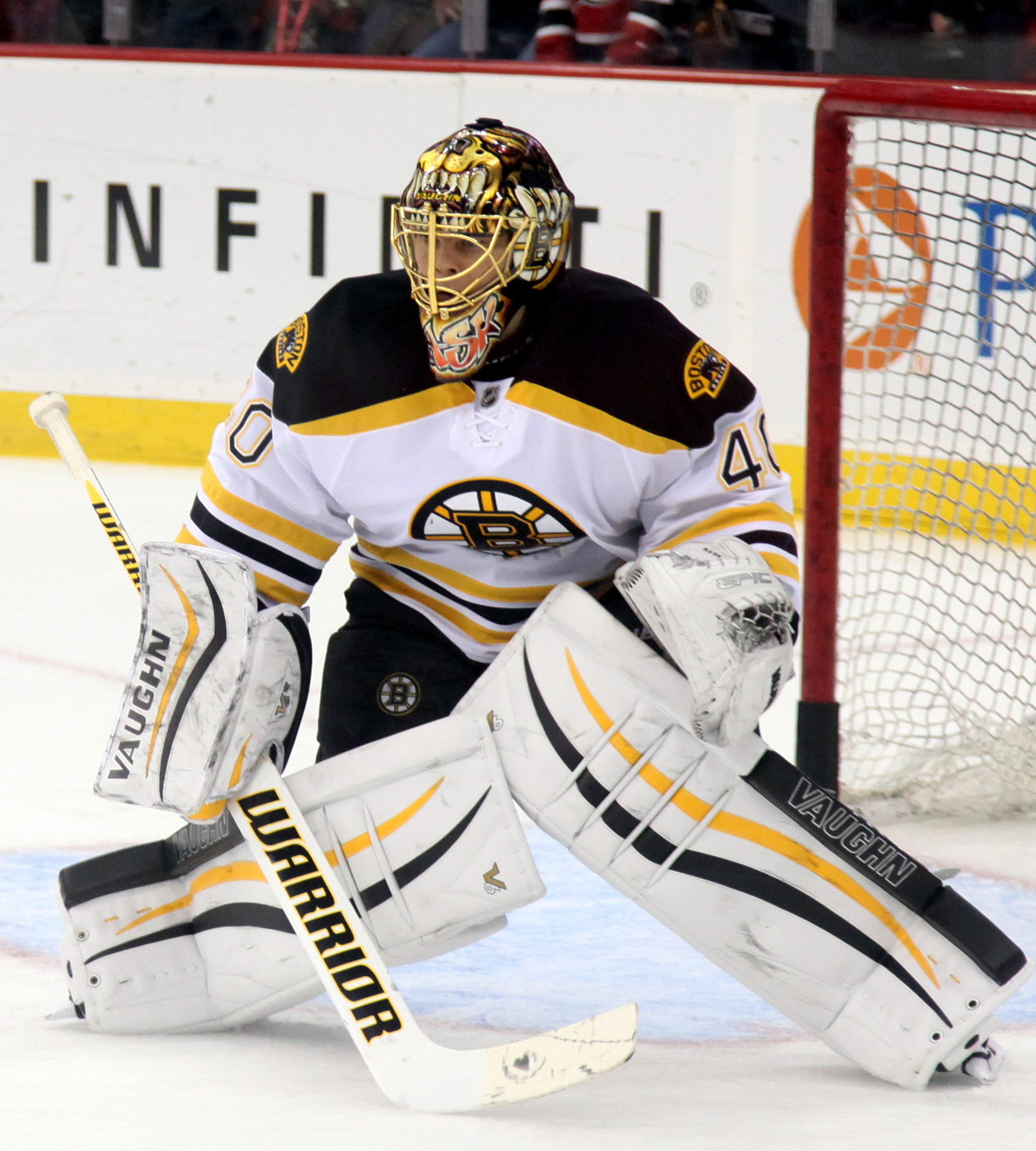
Tuukka Rask, 2011 erfolgreich

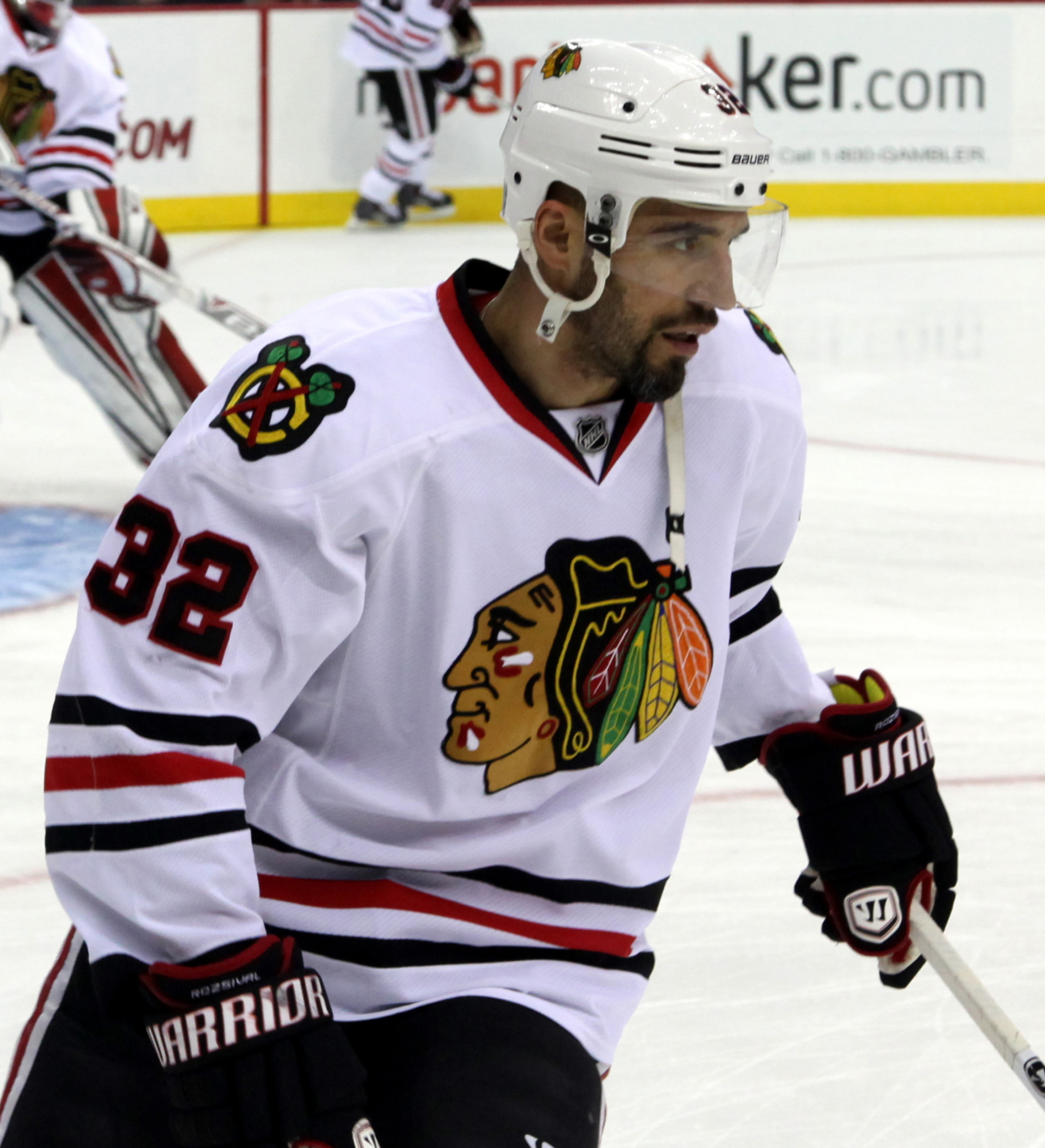
Michal Rozsíval, 2013 und 2015 erfolgreich

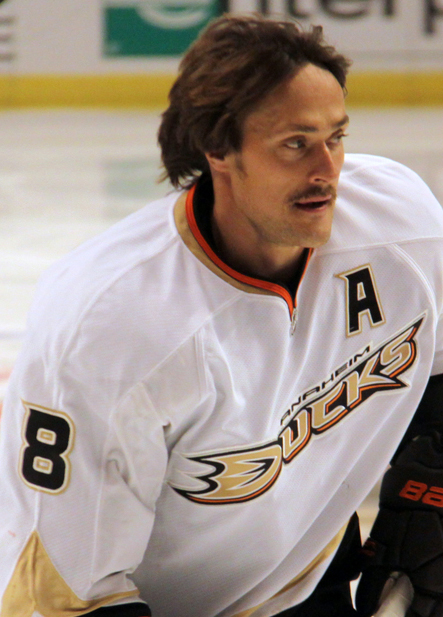
Teemu Selänne, 2007 erfolgreich

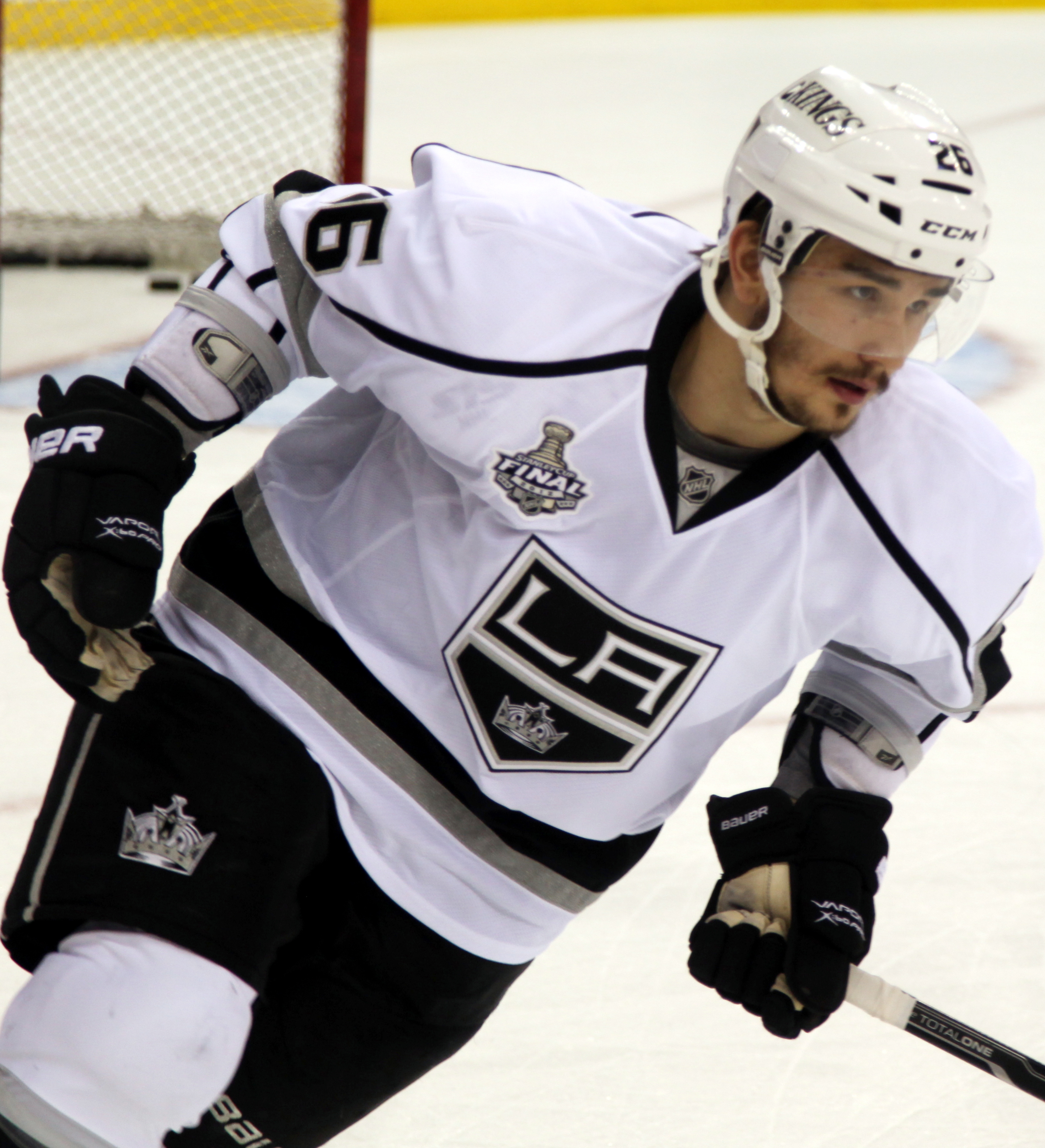
Wjatscheslaw Woinow, 2012 und 2014 erfolgreich

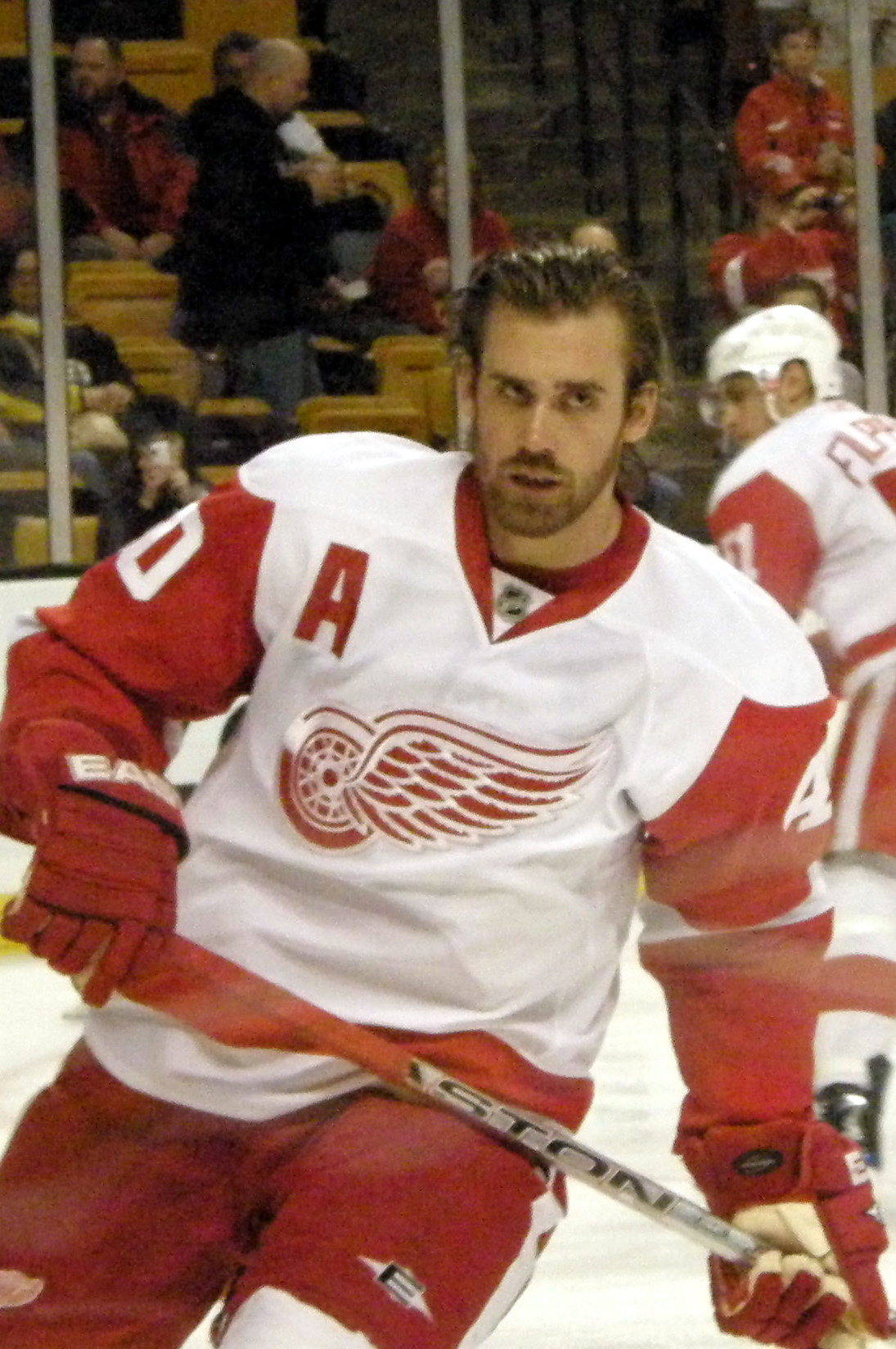
Henrik Zetterberg, 2008 erfolgreich

Abkürzungen:
Nat. = Nationalität; Pos. = Position mit C = Center, LW = linker Flügel, RW = rechter Flügel, D = Verteidiger, G = Torwart
| Name                          | Land        | Pos | Anzahl | Siege                                                        |
| ----------------------------- | ----------- | --- | ------ | ------------------------------------------------------------ |
| David Aebischer               | Schweiz     | G   | 1      | Colorado Avalanche 2001                                      |
| Dmitri Afanassenkow           | Russland    | D   | 1      | Tampa Bay Lightning 2004                                     |
| Tommy Albelin                 | Schweden    | D   | 2      | New Jersey Devils 1995, 2003                                 |
| Anton Babtschuk               | Ukraine     | D   | 1      | Carolina Hurricanes 2006                                     |
| Nicklas Bäckström             | Schweden    | C   | 1      | Washington Capitals 2018                                     |
| Iwan Barbaschow               | Russland    | LW  | 2      | St. Louis Blues 2019 Vegas Golden Knights 2023               |
| Aleksander Barkov             | Finnland    | C   | 1      | Florida Panthers 2024                                        |
| Jiří Bicek                    | Slowakei    | LW  | 1      | New Jersey Devils 2003                                       |
| Teodors Bļugers               | Lettland    | C   | 1      | Vegas Golden Knights 2023                                    |
| Sergei Bobrowski              | Russland    | G   | 1      | Florida Panthers 2024                                        |
| Sergei Brylin                 | Russland    | C   | 3      | New Jersey Devils 1995, 2000, 2003                           |
| Ilja Brysgalow                | Russland    | G   | 1      | Anaheim Ducks 2007                                           |
| André Burakovsky              | Schweden    | LW  | 2      | Washington Capitals 2018 Colorado Avalanche 2022             |
| Nikolai Chabibulin            | Russland    | G   | 1      | Tampa Bay Lightning 2004                                     |
| Erik Černák                   | Slowakei    | D   | 2      | Tampa Bay Lightning 2020, 2021                               |
| Zdeno Chára                   | Slowakei    | D   | 1      | Boston Bruins 2011                                           |
| Martin Cibák                  | Slowakei    | C   | 1      | Tampa Bay Lightning 2004                                     |
| Kjell Dahlin                  | Schweden    | RW  | 1      | Montréal Canadiens 1986                                      |
| Pawel Dazjuk                  | Russland    | C   | 2      | Detroit Red Wings 2002, 2008                                 |
| Christian Djoos               | Schweden    | D   | 1      | Washington Capitals 2018                                     |
| Oliver Ekman Larsson          | Schweden    | D   | 1      | Florida Panthers 2024                                        |
| Patrik Eliáš                  | Tschechien  | LW  | 2      | New Jersey Devils 2000, 2003                                 |
| Lars Eller                    | Danemark    | C   | 1      | Washington Capitals 2018                                     |
| Anders Eriksson               | Schweden    | D   | 1      | Detroit Red Wings 1998                                       |
| Ruslan Fedotenko              | Ukraine     | LW  | 2      | Tampa Bay Lightning 2004 Pittsburgh Penguins 2009            |
| Wjatscheslaw Fetissow         | Russland    | D   | 2      | Detroit Red Wings 1997, 1998                                 |
| Valtteri Filppula             | Finnland    | C   | 1      | Detroit Red Wings 2008                                       |
| Jiří Fischer                  | Tschechien  | D   | 1      | Detroit Red Wings 2002                                       |
| Sergei Fjodorow               | Russland    | C   | 3      | Detroit Red Wings 1997, 1998, 2002                           |
| Peter Forsberg                | Schweden    | C   | 2      | Colorado Avalanche 1996, 2001                                |
| Gustav Forsling               | Schweden    | D   | 1      | Florida Panthers 2024                                        |
| Pavel Francouz                | Tschechien  | G   | 1      | Colorado Avalanche 2022                                      |
| Johan Franzén                 | Schweden    | C   | 1      | Detroit Red Wings 2008                                       |
| Michael Frolík                | Tschechien  | C   | 1      | Chicago Blackhawks 2013                                      |
| Marián Gáborík                | Slowakei    | RW  | 1      | Los Angeles Kings 2014                                       |
| Martin Gerber                 | Schweiz     | G   | 1      | Carolina Hurricanes 2006                                     |
| Sergei Gontschar              | Russland    | D   | 1      | Pittsburgh Penguins 2009                                     |
| Philipp Grubauer              | Deutschland | G   | 1      | Washington Capitals 2018                                     |
| Carl Gunnarsson               | Schweden    | D   | 1      | St. Louis Blues 2019                                         |
| Alexei Gussarow               | Russland    | D   | 1      | Colorado Avalanche 1996                                      |
| Carl Hagelin                  | Schweden    | LW  | 2      | Pittsburgh Penguins 2016, 2017                               |
| Mats Hallin                   | Schweden    | LW  | 1      | New York Islanders 1983                                      |
| Michal Handzuš                | Slowakei    | C   | 1      | Chicago Blackhawks 2013                                      |
| Dominik Hašek                 | Tschechien  | G   | 2      | Detroit Red Wings 2002, 2008                                 |
| Victor Hedman                 | Schweden    | D   | 2      | Tampa Bay Lightning 2020, 2021                               |
| Milan Hejduk                  | Tschechien  | RW  | 1      | Colorado Avalanche 2001                                      |
| Niklas Hjalmarsson            | Schweden    | D   | 3      | Chicago Blackhawks 2010, 2013, 2015                          |
| Bobby Holík                   | Tschechien  | C   | 2      | New Jersey Devils 1995, 2000                                 |
| Tomas Holmström               | Schweden    | LW  | 4      | Detroit Red Wings 1997, 1998, 2002, 2008                     |
| Patric Hörnqvist              | Schweden    | RW  | 1      | Pittsburgh Penguins 2016, 2017                               |
| Marián Hossa                  | Slowakei    | RW  | 3      | Chicago Blackhawks 2010, 2013, 2015                          |
| Jiří Hrdina                   | Tschechien  | C   | 3      | Calgary Flames 1989 Pittsburgh Penguins 1991, 1992           |
| Jiří Hudler                   | Tschechien  | C   | 1      | Detroit Red Wings 2008                                       |
| Cristobal Huet                | Frankreich  | G   | 1      | Chicago Blackhawks 2010                                      |
| Jaromír Jágr                  | Tschechien  | RW  | 2      | Pittsburgh Penguins 1991, 1992                               |
| Kim Johnsson                  | Schweden    | D   | 1      | Chicago Blackhawks 2010                                      |
| Tomas Jonsson                 | Schweden    | D   | 2      | New York Islanders 1982, 1983                                |
| František Kaberle             | Tschechien  | D   | 1      | Carolina Hurricanes 2006                                     |
| Tomáš Kaberle                 | Tschechien  | D   | 1      | Boston Bruins 2011                                           |
| Anders Kallur                 | Schweden    | F   | 4      | New York Islanders 1980, 1981, 1982, 1983                    |
| Waleri Kamenski               | Russland    | D   | 1      | Colorado Avalanche 1996                                      |
| William Karlsson              | Schweden    | C   | 1      | Vegas Golden Knights 2023                                    |
| Alexander Karpowzew           | Russland    | D   | 1      | New York Rangers 1994                                        |
| Michal Kempný                 | Tschechien  | D   | 1      | Washington Capitals 2018                                     |
| Petr Klíma                    | Tschechien  | LW  | 1      | Edmonton Oilers 1990                                         |
| Wladimir Konstantinow         | Russland    | D   | 2      | Detroit Red Wings 1997, 1998                                 |
| Tomáš Kopecký                 | Slowakei    | C   | 2      | Detroit Red Wings 2008 Chicago Blackhawks 2010               |
| Anže Kopitar                  | Slowenien   | C   | 2      | Los Angeles Kings 2012, 2014                                 |
| Wjatscheslaw Koslow           | Russland    | RW  | 2      | Detroit Red Wings 1997, 1998                                 |
| Alexei Kowaljow               | Russland    | C   | 1      | New York Rangers 1994                                        |
| David Krejčí                  | Tschechien  | C   | 1      | Boston Bruins 2011                                           |
| Niklas Kronwall               | Schweden    | D   | 1      | Detroit Red Wings 2008                                       |
| Marcus Krüger                 | Schweden    | C   | 2      | Chicago Blackhawks 2013, 2015                                |
| Uwe Krupp                     | Deutschland | D   | 1      | Colorado Avalanche 1996                                      |
| Pavel Kubina                  | Tschechien  | D   | 1      | Tampa Bay Lightning 2004                                     |
| Tom Kühnhackl                 | Deutschland | F   | 2      | Pittsburgh Penguins 2016, 2017                               |
| Dmitri Kulikow                | Russland    | D   | 1      | Florida Panthers 2024                                        |
| Jari Kurri                    | Finnland    | RW  | 5      | Edmonton Oilers 1984, 1985, 1987, 1988, 1990                 |
| Jewgeni Kusnezow              | Russland    | C   | 1      | Washington Capitals 2018                                     |
| Nikita Igorewitsch Kutscherow | Russland    | RW  | 2      | Tampa Bay Lightning 2020, 2021                               |
| Gabriel Landeskog             | Schweden    | LW  | 1      | Colorado Avalanche 2022                                      |
| Igor Larionow                 | Russland    | C   | 3      | Detroit Red Wings 1997, 1998, 2002                           |
| Artturi Lehkonen              | Finnland    | LW  | 1      | Colorado Avalanche 2022                                      |
| Jere Lehtinen                 | Finnland    | RW  | 1      | Dallas Stars 1999                                            |
| Nicklas Lidström              | Schweden    | D   | 4      | Detroit Red Wings 1997, 1998, 2002, 2008                     |
| Andreas Lilja                 | Schweden    | D   | 1      | Detroit Red Wings 2008                                       |
| Willy Lindström               | Schweden    | RW  | 2      | Edmonton Oilers 1984, 1985                                   |
| Håkan Loob                    | Schweden    | F   | 1      | Calgary Flames 1989                                          |
| Anton Lundell                 | Finnland    | C   | 1      | Florida Panthers 2024                                        |
| Eetu Luostarinen              | Finnland    | C   | 1      | Florida Panthers 2024                                        |
| Olli Määttä                   | Finnland    | D   | 1      | Pittsburgh Penguins 2016, 2017                               |
| Wladimir Malachow             | Russland    | D   | 1      | New Jersey Devils 2000                                       |
| Jewgeni Malkin                | Russland    | C   | 3      | Pittsburgh Penguins 2009, 2016, 2017                         |
| Niko Mikkola                  | Finnland    | D   | 1      | Florida Panthers 2024                                        |
| Dmitri Mironow                | Russland    | D   | 1      | Detroit Red Wings 1998                                       |
| Fredrik Modin                 | Schweden    | LW  | 1      | Tampa Bay Lightning 2004                                     |
| Alexander Mogilny             | Russland    | RW  | 1      | New Jersey Devils 2000                                       |
| Mats Näslund                  | Schweden    | F   | 1      | Montréal Canadiens 1986                                      |
| Stanislav Neckář              | Tschechien  | D   | 1      | Tampa Bay Lightning 2004                                     |
| Sergei Nemtschinow            | Russland    | C   | 2      | New York Rangers 1994 New Jersey Devils 2000                 |
| Antti Niemi                   | Finnland    | G   | 1      | Chicago Blackhawks 2010                                      |
| Ville Nieminen                | Finnland    | LW  | 1      | Colorado Avalanche 2001                                      |
| Kent Nilsson                  | Schweden    | F   | 1      | Edmonton Oilers 1987                                         |
| Waleri Nitschuschkin          | Russland    | C   | 1      | Colorado Avalanche 2022                                      |
| Joakim Nordström              | Schweden    | C   | 1      | Chicago Blackhawks 2015                                      |
| Johnny Oduya                  | Schweden    | D   | 2      | Chicago Blackhawks 2013, 2015                                |
| Fredrik Olausson              | Schweden    | D   | 1      | Detroit Red Wings 2002                                       |
| Krzysztof Oliwa               | Polen       | D   | 1      | New Jersey Devils 2000                                       |
| Dmitri Orlow                  | Russland    | D   | 1      | Washington Capitals 2018                                     |
| Alexander Owetschkin          | Russland    | LW  | 1      | Washington Capitals 2018                                     |
| Sandis Ozoliņš                | Lettland    | D   | 1      | Colorado Avalanche 1996                                      |
| Samuel Påhlsson               | Schweden    | C   | 1      | Anaheim Ducks 2007                                           |
| Ondřej Palát                  | Tschechien  | LW  | 2      | Tampa Bay Lightning 2020, 2021                               |
| Stefan Persson                | Schweden    | D   | 4      | New York Islanders 1980, 1981, 1982, 1983                    |
| Jaroslav Pouzar               | Tschechien  | F   | 3      | Edmonton Oilers 1984, 1985, 1987                             |
| Antti Raanta                  | Finnland    | G   | 1      | Chicago Blackhawks 2015                                      |
| Mikko Rantanen                | Finnland    | W   | 1      | Colorado Avalanche 2022                                      |
| Tuukka Rask                   | Finnland    | G   | 1      | Boston Bruins 2011                                           |
| Michal Rozsíval               | Tschechien  | D   | 2      | Chicago Blackhawks 2013, 2015                                |
| David Rundblad                | Schweden    | D   | 1      | Chicago Blackhawks 2015                                      |
| Reijo Ruotsalainen            | Finnland    | D   | 2      | Edmonton Oilers 1987, 1990                                   |
| Jan Rutta                     | Tschechien  | D   | 2      | Tampa Bay Lightning 2020, 2021                               |
| Kjell Samuelsson              | Schweden    | D   | 1      | Pittsburgh Penguins 1992                                     |
| Mikael Samuelsson             | Schweden    | RW  | 1      | Detroit Red Wings 2008                                       |
| Ulf Samuelsson                | Schweden    | D   | 2      | Pittsburgh Penguins 1991, 1992                               |
| Tomas Sandström               | Schweden    | RW  | 1      | Detroit Red Wings 1997                                       |
| Miroslav Šatan                | Slowakei    | RW  | 1      | Pittsburgh Penguins 2009                                     |
| Dennis Seidenberg             | Deutschland | D   | 1      | Boston Bruins 2011                                           |
| Teemu Selänne                 | Finnland    | LW  | 1      | Anaheim Ducks 2007                                           |
| Waleri Selepukin              | Russland    | LW  | 1      | New Jersey Devils 1995                                       |
| Michail Sergatschow           | Russland    | D   | 2      | Tampa Bay Lightning 2020, 2021                               |
| Martin Škoula                 | Tschechien  | D   | 1      | Colorado Avalanche 2001                                      |
| Jiří Šlégr                    | Tschechien  | D   | 1      | Detroit Red Wings 2002                                       |
| Richard Šmehlík               | Tschechien  | D   | 1      | New Jersey Devils 2003                                       |
| Viktor Stålberg               | Schweden    | RW  | 1      | Chicago Blackhawks 2013                                      |
| Alexander Steen               | Schweden    | C   | 1      | St. Louis Blues 2019                                         |
| Kevin Stenlund                | Schweden    | C   | 1      | Florida Panthers 2024                                        |
| Mark Streit                   | Schweiz     | D   | 1      | Pittsburgh Penguins 2017                                     |
| Nico Sturm                    | Deutschland | C   | 1      | Colorado Avalanche 2022                                      |
| Sergei Subow                  | Russland    | D   | 2      | New York Rangers 1994 Dallas Stars 1999                      |
| Oskar Sundqvist               | Schweden    | C   | 1      | St. Louis Blues 2019                                         |
| Petr Svoboda                  | Tschechien  | D   | 1      | Montréal Canadiens 1986                                      |
| Petr Sýkora                   | Tschechien  | C   | 2      | New Jersey Devils 2000 Pittsburgh Penguins 2009              |
| Wladimir Tarassenko           | Russland    | RW  | 2      | St. Louis Blues 2019 Florida Panthers 2024                   |
| Teuvo Teräväinen              | Finnland    | C   | 1      | Chicago Blackhawks 2015                                      |
| Esa Tikkanen                  | Finnland    | LW  | 5      | Edmonton Oilers 1985, 1987, 1988, 1990 New York Rangers 1994 |
| Kimmo Timonen                 | Finnland    | D   | 1      | Chicago Blackhawks 2015                                      |
| Roman Turek                   | Tschechien  | G   | 1      | Dallas Stars 1999                                            |
| Oleg Twerdowski               | Russland    | D   | 2      | New Jersey Devils 2003 Carolina Hurricanes 2006              |
| Josef Vašíček                 | Tschechien  | RW  | 1      | Carolina Hurricanes 2006                                     |
| Jakub Vrána                   | Tschechien  | LW  | 1      | Washington Capitals 2018                                     |
| Niclas Wallin                 | Schweden    | D   | 1      | Carolina Hurricanes 2006                                     |
| Andrei Wassilewski            | Russland    | G   | 2      | Tampa Bay Lightning 2020, 2021                               |
| Wjatscheslaw Woinow           | Russland    | D   | 1      | Los Angeles Kings 2012, 2014                                 |
| Alexander Wolkow              | Russland    | LW  | 1      | Tampa Bay Lightning 2020                                     |
| Henrik Zetterberg             | Schweden    | C   | 1      | Detroit Red Wings 2008                                       |

## Sieger nach Jahren
| Jahr | Stanley-Cup-Sieger   | Anzahl | Europäer im Kader |
| ---- | -------------------- | ------ | --- |
| 1980 | New York Islanders   | 2      | Anders Kallur, Stefan Persson |
| 1981 | New York Islanders   | 2      | Anders Kallur, Stefan Persson |
| 1982 | New York Islanders   | 3      | Tomas Jonsson, Anders Kallur, Stefan Persson |
| 1983 | New York Islanders   | 4      | Mats Hallin, Tomas Jonsson, Anders Kallur, Stefan Persson |
| 1984 | Edmonton Oilers      | 3      | Jari Kurri, Willy Lindström, Jaroslav Pouzar |
| 1985 | Edmonton Oilers      | 4      | Jari Kurri, Willy Lindström, Jaroslav Pouzar, Esa Tikkanen |
| 1986 | Montréal Canadiens   | 3      | Kjell Dahlin, Mats Näslund, Petr Svoboda |
| 1987 | Edmonton Oilers      | 5      | Jari Kurri, Kent Nilsson, Jaroslav Pouzar, Reijo Ruotsalainen, Esa Tikkanen |
| 1988 | Edmonton Oilers      | 2      | Jari Kurri, Esa Tikkanen |
| 1989 | Calgary Flames       | 2      | Jiří Hrdina, Håkan Loob |
| 1990 | Edmonton Oilers      | 4      | Petr Klíma, Jari Kurri, Reijo Ruotsalainen, Esa Tikkanen |
| 1991 | Pittsburgh Penguins  | 3      | Jiří Hrdina, Jaromír Jágr, Ulf Samuelsson |
| 1992 | Pittsburgh Penguins  | 4      | Jiří Hrdina, Jaromír Jágr, Kjell Samuelsson, Ulf Samuelsson |
| 1994 | New York Rangers     | 4      | Alexander Karpowzew, Alexei Kowaljow, Sergei Nemtschinow, Sergei Subow |
| 1995 | New Jersey Devils    | 4      | Tommy Albelin, Sergei Brylin, Bobby Holik, Waleri Selepukin |
| 1996 | Colorado Avalanche   | 5      | Peter Forsberg, Alexei Gussarow, Waleri Kamenski, Uwe Krupp, Sandis Ozoliņš |
| 1997 | Detroit Red Wings    | 8      | Wjatscheslaw Fetissow, Sergei Fjodorow, Tomas Holmström, Wladimir Konstantinow, Wjatscheslaw Koslow, Igor Larionow, Nicklas Lidström, Tomas Sandström                                              |
| 1998 | Detroit Red Wings    | 9      | Anders Eriksson, Sergei Fjodorow, Wjatscheslaw Fetissow, Tomas Holmström, Wladimir Konstantinow, Wjatscheslaw Koslow, Igor Larionow, Nicklas Lidström, Dmitri Mironow                              |
| 1999 | Dallas Stars         | 3      | Jere Lehtinen, Roman Turek, Sergei Subow |
| 2000 | New Jersey Devils    | 8      | Sergei Brylin, Patrik Eliáš, Bobby Holik, Wladimir Malachow, Alexander Mogilny, Sergei Nemtschinow, Krzysztof Oliwa, Petr Sýkora                                                                   |
| 2001 | Colorado Avalanche   | 5      | David Aebischer, Peter Forsberg, Milan Hejduk, Ville Nieminen, Martin Škoula |
| 2002 | Detroit Red Wings    | 9      | Pawel Dazjuk, Jiří Fischer, Sergei Fjodorow, Dominik Hašek, Tomas Holmström, Igor Larionow, Nicklas Lidström, Fredrik Olausson, Jiří Šlégr                                                         |
| 2003 | New Jersey Devils    | 6      | Tommy Albelin, Jiří Bicek, Sergei Brylin, Patrik Eliáš, Richard Šmehlík, Oleg Twerdowski |
| 2004 | Tampa Bay Lightning  | 7      | Dmitri Afanassenkow, Nikolai Chabibulin, Martin Cibák, Ruslan Fedotenko, Pavel Kubina, Fredrik Modin, Stanislav Neckář                                                                             |
| 2006 | Carolina Hurricanes  | 6      | Anton Babtschuk, Martin Gerber, František Kaberle, Oleg Twerdowski, Josef Vašíček, Niclas Wallin                                                                                                   |
| 2007 | Anaheim Ducks        | 3      | Ilja Brysgalow, Samuel Påhlsson, Teemu Selänne |
| 2008 | Detroit Red Wings    | 12     | Pawel Dazjuk, Valtteri Filppula, Johan Franzén, Dominik Hašek, Tomas Holmström, Jiří Hudler, Tomáš Kopecký, Niklas Kronwall, Nicklas Lidström, Andreas Lilja, Mikael Samuelsson, Henrik Zetterberg |
| 2009 | Pittsburgh Penguins  | 5      | Ruslan Fedotenko, Sergei Gontschar, Jewgeni Malkin, Miroslav Šatan, Petr Sýkora |
| 2010 | Chicago Blackhawks   | 6      | Niklas Hjalmarsson, Marián Hossa, Cristobal Huet, Kim Johnsson, Tomáš Kopecký, Antti Niemi |
| 2011 | Boston Bruins        | 5      | Zdeno Chára, Tomáš Kaberle, David Krejčí, Tuukka Rask, Dennis Seidenberg |
| 2012 | Los Angeles Kings    | 2      | Anže Kopitar, Wjatscheslaw Woinow |
| 2013 | Chicago Blackhawks   | 8      | Michael Frolík, Michal Handzuš, Niklas Hjalmarsson, Marián Hossa, Marcus Krüger, Johnny Oduya, Michal Rozsíval, Viktor Stålberg                                                                    |
| 2014 | Los Angeles Kings    | 3      | Marián Gáborík, Anže Kopitar, Wjatscheslaw Woinow |
| 2015 | Chicago Blackhawks   | 10     | Niklas Hjalmarsson, Marián Hossa, Marcus Krüger, Joakim Nordström, Johnny Oduya, Antti Raanta, Michal Rozsíval, David Rundblad, Teuvo Teräväinen, Kimmo Timonen                                    |
| 2016 | Pittsburgh Penguins  | 5      | Carl Hagelin, Patric Hörnqvist, Tom Kühnhackl, Olli Määttä, Jewgeni Malkin |
| 2017 | Pittsburgh Penguins  | 6      | Carl Hagelin, Patric Hörnqvist, Tom Kühnhackl, Olli Määttä, Jewgeni Malkin, Mark Streit |
| 2018 | Washington Capitals  | 10     | Nicklas Bäckström, André Burakovsky, Christian Djoos, Lars Eller, Philipp Grubauer, Michal Kempný, Jewgeni Kusnezow, Dmitri Orlow, Alexander Owetschkin, Jakub Vrána                               |
| 2019 | St. Louis Blues      | 5      | Iwan Barbaschow, Carl Gunnarsson, Alexander Steen, Oskar Sundqvist, Wladimir Tarassenko |
| 2020 | Tampa Bay Lightning  | 8      | Erik Černák, Victor Hedman, Nikita Kutscherow, Ondřej Palát, Jan Rutta, Michail Sergatschow, Andrei Wassilewski, Alexander Wolkow                                                                  |
| 2021 | Tampa Bay Lightning  | 7      | Erik Černák, Victor Hedman, Nikita Kutscherow, Ondřej Palát, Jan Rutta, Michail Sergatschow, Andrei Wassilewski                                                                                    |
| 2022 | Colorado Avalanche   | 7      | André Burakovsky, Pavel Francouz, Gabriel Landeskog, Artturi Lehkonen, Waleri Nitschuschkin, Mikko Rantanen, Nico Sturm                                                                            |
| 2023 | Vegas Golden Knights | 3      | Iwan Barbaschow, Teodors Bļugers, William Karlsson |
| 2024 | Florida Panthers     | 10     | Aleksander Barkov, Sergei Bobrowski, Oliver Ekman Larsson, Gustav Forsling, Dmitri Kulikow, Anton Lundell, Eetu Luostarinen, Niko Mikkola, Kevin Stenlund, Wladimir Tarassenko                     |

## Statistiken
|    | Name               | Anzahl |
| -- | ------------------ | ------ |
| 1. | Jari Kurri         | 5      |
|    | Esa Tikkanen       | 5      |
| 3. | Tomas Holmström    | 4      |
|    | Anders Kallur      | 4      |
|    | Nicklas Lidström   | 4      |
|    | Stefan Persson     | 4      |
| 7. | Jaroslav Pouzar    | 3      |
|    | Jiří Hrdina        | 3      |
|    | Sergei Fjodorow    | 3      |
|    | Igor Larionow      | 3      |
|    | Sergei Brylin      | 3      |
|    | Marián Hossa       | 3      |
|    | Niklas Hjalmarsson | 3      |
|    | Jewgeni Malkin     | 3      |

|     | Land        | Anzahl |
| --- | ----------- | ------ |
| 1.  | Schweden    | 47     |
| 2.  | Russland    | 36     |
| 3.  | Tschechien  | 29     |
| 4.  | Finnland    | 19     |
| 5.  | Slowakei    | 9      |
| 6.  | Deutschland | 5      |
| 7.  | Schweiz     | 3      |
| 8.  | Ukraine     | 2      |
|     | Lettland    | 2      |
| 10. | Dänemark    | 1      |
|     | Frankreich  | 1      |
|     | Polen       | 1      |
|     | Slowenien   | 1      |

|     | Jahr | Team                | Anzahl |
| --- | ---- | ------------------- | ------ |
| 1.  | 2008 | Detroit Red Wings   | 12     |
| 2.  | 2015 | Chicago Blackhawks  | 10     |
|     | 2018 | Washington Capitals | 10     |
|     | 2024 | Florida Panthers    | 10     |
| 5.  | 1998 | Detroit Red Wings   | 9      |
|     | 2002 | Detroit Red Wings   | 9      |
| 7.  | 1997 | Detroit Red Wings   | 8      |
|     | 2000 | New Jersey Devils   | 8      |
|     | 2013 | Chicago Blackhawks  | 8      |
|     | 2020 | Tampa Bay Lightning | 8      |
| 11. | 2004 | Tampa Bay Lightning | 7      |
|     | 2021 | Tampa Bay Lightning | 7      |
|     | 2022 | Colorado Avalanche  | 7      |
| 14. | 2006 | Carolina Hurricanes | 6      |
|     | 2010 | Chicago Blackhawks  | 6      |
|     | 2003 | New Jersey Devils   | 6      |
|     | 2017 | Pittsburgh Penguins | 6      |
| 18. | 2011 | Boston Bruins       | 5      |
|     | 1987 | Edmonton Oilers     | 5      |
|     | 1996 | Colorado Avalanche  | 5      |
|     | 2001 | Colorado Avalanche  | 5      |
|     | 2009 | Pittsburgh Penguins | 5      |
|     | 2016 | Pittsburgh Penguins | 5      |
|     | 2019 | St. Louis Blues     | 5      |